# Verolengo
Verolengo é uma comuna italiana da região do Piemonte, província de Turim, com cerca de 4.466 habitantes. Estende-se por uma área de 29 km², tendo uma densidade populacional de 154 hab/km². Faz fronteira com Saluggia (VC), Rondissone, Chivasso, Crescentino (VC), Torrazza Piemonte, Brusasco, Monteu da Po, San Sebastiano da Po, Lauriano.

## Demografia
| Variação demográfica do município entre 1861 e 2011                               |
|                                                                                   |
| Fonte: Istituto Nazionale di Statistica (ISTAT) - Elaboração gráfica da Wikipedia |